# Ceratostylis nalbesiensis
Ceratostylis nalbesiensis är en orkidéart som beskrevs av Johannes Jacobus Smith. Ceratostylis nalbesiensis ingår i släktet Ceratostylis och familjen orkidéer. Inga underarter finns listade i Catalogue of Life.